# Symmetroctena leucoprosopa
Symmetroctena leucoprosopa är en fjärilsart som beskrevs av Turner 1941. Symmetroctena leucoprosopa ingår i släktet Symmetroctena och familjen mätare. Inga underarter finns listade i Catalogue of Life.